# Spanish Lagoon

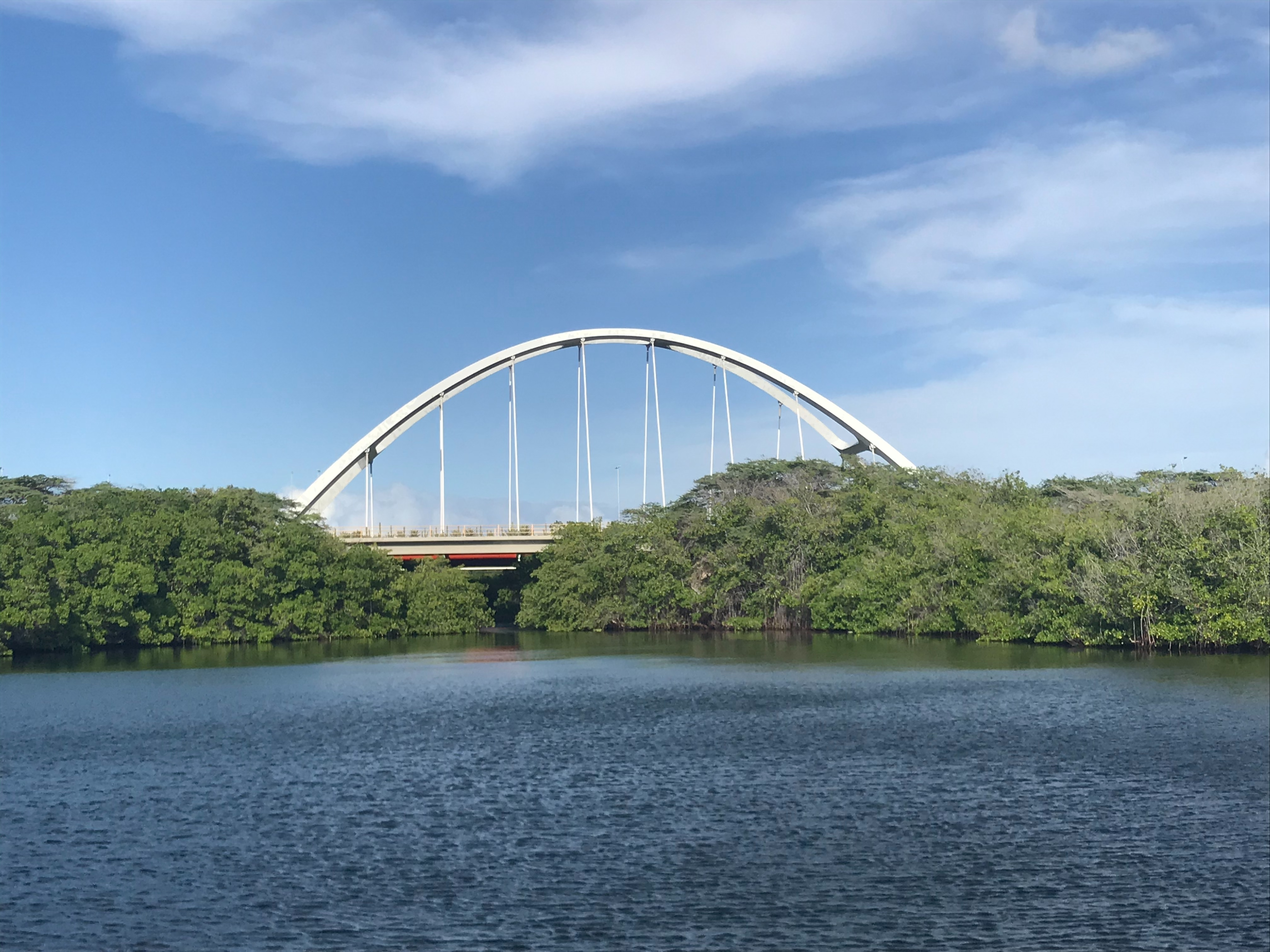

Die Spanish Lagoon ist mit einer Wasserfläche von rund 12 Hektar die einzige Lagune auf der Insel Aruba.

## Geschichte
Ihren Namen hat diese rund 1,7 Kilometer lange und durchschnittlich 20 Meter breite ins Landesinnere reichende Lagune von den spanischen Siedlern, die dort im 15. Jahrhundert anlandeten und die Stadt Pos Chikito gründeten.
Die Spanish Lagoon ist der einzige Ort auf der Insel Aruba mit drei Straßenbrücken, die längste Brücke, die von Pos Chikito zum Fährhafen und zum Tanklager der Kraftwerke der WEB Aruba N.V. führt, ist rund 150 Meter lang.

## Nutzung
Heute ist die spanische Lagune bekannt durch ihre vielfältige Nutzung im maritimen Bereich. Sie dient der Fischerei, ist Ausgangsort von Kajaktouren, es gibt Bootsliegeplätze. Sie zeichnet sich besonders durch die Vielfalt an Vögeln aus, die dort ihre Nistplätze haben. Die Spanish Lagoon ist auch ein Vogelschutzgebiet nach der Ramsar-Konvention auf Aruba.  Der zum Landesinnern gelegene Teil der Lagune ist rechts und links dicht mit Mangroven bewaldet. Im Mangrovenwald leben Reptilien und Säugetiere. Viele Wasservögel nutzen das reiche Nahrungsangebot und nisten in den Baumkronen.
Am Eingang der Lagune befindet sich der Fischereihafen von Pos Chikito und es gibt auch einen Fischmarkt im Hafen, auf dem täglich frischer Fisch zum Verkauf angeboten wird. Gegenüber der Lagune liegt die Palm Island. Die Fähre zur Insel hat ihren Heimathafen in der Spanish Lagoon.